# Tia
Tia（ティア）は、日本の女性歌手、声優。supercellのryoによってプロデュースされている。1995年10月18日生まれ。
中学生時代にニコニコ生放送で活動していたところ、その印象的な声とキャラクターにryoが注目し、歌手および声優デビューした。

## 来歴
中学生時代に友達からニコニコ動画で流行っているというボーカロイドを紹介され、そこからニコニコ生放送を知り配信を始める。その配信をたまたま聴いていたryoが興味を持ち、「supercellのゲストボーカルのオーディションを受けてみませんか」という旨をmixiのメールで伝えられオーディションに参加。選考には落ちたものの、ryoが担当したPlayStation Vitaゲーム『初音ミク -Project DIVA- f』のオープニングテーマ「ODDS&ENDS」の初音ミクのブレスに起用される。
2012年12月19日、ryoのプロデュースによりアニプレックスから1stシングル「ラブミーギミー」をリリースし、メジャーデビューを果たす。

2024年2月29日、所属していたインクストゥエンターを退所。フリーに転身。

## ディスコグラフィ

### シングル
|            | 発売日         | タイトル            | 規格品番     | 規格品番   | 最高位 |
| 初回限定盤 | 発売日         | タイトル            | 通常盤       |            | 最高位 |
| ---------- | -------------- | ------------------- | ------------ | ---------- | ------ |
| 1st        | 2012年12月19日 | ラブミーギミー      | SVWC-7917/8  | SVWC-7919  | 21位   |
| 2nd        | 2014年3月12日  | ハートリアライズ    | AVCA-74234/B | AVCA-74235 | 17位   |
| 3rd        | 2014年10月15日 | The Glory Days      | EYCA-10046/B | EYCA-10047 | 34位   |
| 4th        | 2015年11月25日 | ニルバナ            | EYCA-10628/B | EYCA-10629 | 46位   |
| 5th        | 2017年8月23日  | Deal with the devil | EYCA-11489/B | EYCA-11490 | 35位   |

- Escape[8]（2020年6月5日）
  1. Escape
  2. WITH YOU
  3. Rain Talk
  4. 青い果実
- Pray for you（2021年7月21日）
  1. Pray for you
  2. 微睡み
  3. RED
- 歩調（2022年2月1日）
- ナイトウォーカーリベンジャー（2023年5月31日）
- ENVY ÜPSET （2024年3月14日）

### アルバム
- My Sweetie Time[9]

### 参加作品
| 発売日 | タイトル       | 名義             |
| ------ | -------------- | ---------------- |
|        | Magical Flavor | DECO*27 feat.Tia |

### タイアップ曲
| 楽曲                   | タイアップ                                                  | 時期   |
| ---------------------- | ----------------------------------------------------------- | ------ |
| ラブミーギミー         | テレビアニメ『うーさーのその日暮らし』エンディングテーマ    | 2012年 |
| ハートリアライズ       | テレビアニメ『ノラガミ』エンディングテーマ                  | 2014年 |
| ちょっと出かけてきます | テレビアニメ『うーさーのその日暮らし 覚醒編』イメージソング | 2014年 |
| The Glory Days         | テレビアニメ『キャプテン・アース』エンディングテーマ        | 2014年 |
| ニルバナ               | テレビアニメ『ノラガミ ARAGOTO』エンディングテーマ          | 2015年 |
| Deal with the devil    | テレビアニメ『賭ケグルイ』オープニングテーマ                | 2017年 |
| Magical Flavor         | 音楽ゲーム『maimai MiLK』オープニングテーマ                 | 2017年 |

## 出演
太字はメインキャラクター。

### テレビアニメ
- うーさーのその日暮らし（2012年 - 2015年、ゆう[10][12][13]） - 3シリーズ